# Éliminatoires de la zone Amérique du Nord, Amérique centrale et Caraïbes de la Coupe du monde de football 2022
Les éliminatoires de la zone Amérique du Nord, Amérique centrale et Caraïbes pour la Coupe du monde 2022 sont organisées dans le cadre de la Confédération de football de l'Amérique du Nord, Amérique centrale et Caraïbes (CONCACAF) et concernent trente-cinq sélections nationales pour trois ou quatre places qualificatives. 

Europe • Afrique • Amérique du Nord, Amérique centrale et Caraïbes
Amérique du Sud • Asie • Océanie

## Format

### Format initialement prévu
La CONCACAF a annoncé le 10 juillet 2019 le format restructuré des éliminatoires de la Coupe du monde de la FIFA 2022. 
- Groupe hexagonal : les six meilleures équipes de la CONCACAF selon le classement FIFA de juin 2020 se rencontrent dans un groupe qualificatif en matches aller-retour. Les trois premiers se qualifient pour la Coupe du monde.
- Tournoi non hexagonal : les équipes restantes de la CONCACAF (classées de la 7e à la 35e place de la zone suivant le classement FIFA de juin 2020) sont réparties en huit groupes (cinq groupes de quatre équipes et trois groupes de trois équipes) disputés en matchs aller-retour. Les huit vainqueurs de groupe s'affrontent ensuite lors d'une phase à élimination directe en matchs aller-retour, des quarts de finale à la finale.
- Barrage continental : le quatrième du groupe hexagonal affronte le vainqueur de la finale du tournoi non hexagonal pour se disputer une place en barrage intercontinental.

### Nouveau format
Cependant le 27 juillet 2020, à la suite de l'arrêt des compétitions dû à la pandémie de Covid-19, la CONCACAF modifie le format de ces éliminatoires.
- Premier tour : les équipes de la CONCACAF classées de la 6e à la 35e place de la zone suivant le classement FIFA de juillet 2020 sont réparties en six groupes de cinq équipes. Les confrontations se font sur un seul match. Chaque équipe dispute ainsi deux matchs à domicile et deux à l'extérieur. Les six vainqueurs de groupe se qualifient pour le second tour.
- Deuxième tour : les six vainqueurs de groupe du premier tour s'affrontent en matchs aller-retour à élimination directe. Les trois vainqueurs accèdent au tour final.
- Tour final: Les trois vainqueurs du deuxième tour rejoignent les cinq meilleures équipes de la CONCACAF sur la base du classement FIFA de juillet 2020 pour constituer un groupe de huit où les équipes s'affrontent en matchs aller-retour. Les trois premières équipes au classement final se qualifient pour la Coupe du monde et l'équipe classée quatrième se qualifie pour les barrages inter-continentaux.

## Équipes engagées
Les 35 associations membres de la CONCACAF affiliées à la FIFA prennent part à ces éliminatoires.
- Anguilla
- Antigua-et-Barbuda
- Aruba
- Bahamas
- Barbade
- Belize
- Bermudes
- Îles Caïmans
- Canada
- Costa Rica
- Cuba
- Curaçao
- Dominique
- États-Unis
- Grenade
- Guatemala
- Guyana
- Haïti
- Honduras
- Îles Vierges britanniques
- Îles Vierges des États-Unis
- Jamaïque
- Mexique
- Montserrat
- Nicaragua
- Panama
- Porto Rico
- République dominicaine
- Saint-Christophe-et-Niévès
- Saint-Vincent-et-les-Grenadines
- Sainte-Lucie
- Salvador
- Suriname
- Trinité-et-Tobago
- Îles Turques-et-Caïques

## Calendrier
Le calendrier de la compétition, tel que mis à jour en janvier 2021, est le suivant.
| Tour         | Journée      | Dates                           |
| ------------ | ------------ | ------------------------------- |
| Premier tour | Journée 1    | 24-25-26 mars 2021              |
| Premier tour | Journée 2    | 27-28-29-30 mars 2021           |
| Premier tour | Journée 3    | 30-31 mars 2021 + 2-3 juin 2021 |
| Premier tour | Journée 4    | 4-5-6 juin 2021                 |
| Premier tour | Journée 5    | 8-9 juin 2021                   |
| Second tour  | Match aller  | 12 juin 2021                    |
| Second tour  | Match retour | 15 juin 2021                    |
| Tour final   | Journée 1    | 2 septembre 2021                |
| Tour final   | Journée 2    | 5 septembre 2021                |
| Tour final   | Journée 3    | 8 septembre 2021                |
| Tour final   | Journée 4    | 7 octobre 2021                  |
| Tour final   | Journée 5    | 10 octobre 2021                 |
| Tour final   | Journée 6    | 13 octobre 2021                 |
| Tour final   | Journée 7    | 12 novembre 2021                |
| Tour final   | Journée 8    | 16 novembre 2021                |
| Tour final   | Journée 9    | 27 janvier 2022                 |
| Tour final   | Journée 10   | 30 janvier 2022                 |
| Tour final   | Journée 11   | 2 février 2022                  |
| Tour final   | Journée 12   | 24 mars 2022                    |
| Tour final   | Journée 13   | 27 mars 2022                    |
| Tour final   | Journée 14   | 30 mars 2022                    |

## Tirage au sort
| Tour Final (Classement CONCACAF de 1 à 5)                                               | Premier Tour (Classement CONCACAF de 6 à 35) |
| --------------------------------------------------------------------------------------- | --- |
| 1. Mexique (11) 2. États-Unis (22) 3. Costa Rica (46) 4. Jamaïque (48) 5. Honduras (62) | 1. Salvador (69) 2. Canada (72) 3. Curaçao (80) 4. Panama (81) 5. Haïti (86) 6. Trinité-et-Tobago (105) 7. Antigua-et-Barbuda (126) 8. Guatemala (130) 9. Saint-Christophe-et-Niévès (139) 10. Suriname (141) 11. Nicaragua (151) 12. République dominicaine (158) 13. Grenade (159) 14. Barbade (162) 15. Guyana (166) 16. Saint-Vincent-et-les-Grenadines (167) 17. Bermudes (168) 18. Belize (170) 19. Sainte-Lucie (176) 20. Porto Rico (178) 21. Cuba (179) 22. Montserrat (183) 23. Dominique (184) 24. Îles Caïmans (193) 25. Bahamas (195) 26. Aruba (200) 27. Îles Turques-et-Caïques (203) 28. Îles Vierges des États-Unis (207) 29. Îles Vierges britanniques (208) 30. Anguilla (210) |

## Premier tour
Les rencontres du premier tour se déroulent du mois de mars 2021 au 8 juin 2021. Les vainqueurs de groupe se qualifient pour le second tour. Le tirage au sort a lieu le 19 août 2020.

### Groupe A
| Rang | Équipe                      | Pts | J | G | N | P | Bp | Bc | Diff |  | Résultats (▼ dom., ► ext.)  |     |     |     |     |     |
| ---- | --------------------------- | --- | - | - | - | - | -- | -- | ---- |  | --------------------------- | --- | --- | --- | --- | --- |
| 1    | Salvador                    | 10  | 4 | 3 | 1 | 0 | 13 | 1  | +12  |  | Salvador                    |     |     | 3-0 | 2-0 |     |
| 2    | Montserrat                  | 8   | 4 | 2 | 2 | 0 | 9  | 4  | +5   |  | Montserrat                  | 1-1 |     |     |     | 4-0 |
| 3    | Antigua-et-Barbuda          | 7   | 4 | 2 | 1 | 1 | 6  | 5  | +1   |  | Antigua-et-Barbuda          |     | 2-2 |     | 1-0 |     |
| 4    | Grenade                     | 3   | 4 | 1 | 0 | 3 | 2  | 5  | -3   |  | Grenade                     |     | 1-2 |     |     | 1-0 |
| 5    | Îles Vierges des États-Unis | 0   | 4 | 0 | 0 | 4 | 0  | 15 | -15  |  | Îles Vierges des États-Unis | 0-7 |     | 0-3 |     |     |

### Groupe B
| Rang | Équipe       | Pts | J | G | N | P | Bp | Bc | Diff |  | Résultats (▼ dom., ► ext.) |      |     |     |     |     |
| ---- | ------------ | --- | - | - | - | - | -- | -- | ---- |  | -------------------------- | ---- | --- | --- | --- | --- |
| 1    | Canada       | 12  | 4 | 4 | 0 | 0 | 27 | 1  | +26  |  | Canada                     |      | 4-0 | 5-1 |     |     |
| 2    | Suriname     | 9   | 4 | 3 | 0 | 1 | 15 | 4  | +11  |  | Suriname                   |      |     | 6-0 |     | 3-0 |
| 3    | Bermudes     | 4   | 4 | 1 | 1 | 2 | 7  | 12 | -5   |  | Bermudes                   |      |     |     | 5-0 | 1-1 |
| 4    | Aruba        | 3   | 4 | 1 | 0 | 3 | 3  | 19 | -16  |  | Aruba                      | 0-7  | 0-6 |     |     |     |
| 5    | Îles Caïmans | 1   | 4 | 0 | 1 | 3 | 2  | 18 | -16  |  | Îles Caïmans               | 0-11 |     |     | 1-3 |     |

### Groupe C
| Rang | Équipe                          | Pts | J | G | N | P | Bp | Bc | Diff |  | Résultats (▼ dom., ► ext.)      |     |     |     |      |     |
| ---- | ------------------------------- | --- | - | - | - | - | -- | -- | ---- |  | ------------------------------- | --- | --- | --- | ---- | --- |
| 1    | Curaçao                         | 10  | 4 | 3 | 1 | 0 | 15 | 1  | +14  |  | Curaçao                         |     | 0-0 |     | 5-0  |     |
| 2    | Guatemala                       | 10  | 4 | 3 | 1 | 0 | 14 | 0  | +14  |  | Guatemala                       |     |     | 1-0 | 10-0 |     |
| 3    | Cuba                            | 6   | 4 | 2 | 0 | 2 | 7  | 3  | +4   |  | Cuba                            | 1-2 |     |     |      | 5-0 |
| 4    | Saint-Vincent-et-les-Grenadines | 3   | 4 | 1 | 0 | 3 | 3  | 16 | -13  |  | Saint-Vincent-et-les-Grenadines |     |     | 0-1 |      | 3-0 |
| 5    | Îles Vierges britanniques       | 0   | 4 | 0 | 0 | 4 | 0  | 19 | -19  |  | Îles Vierges britanniques       | 0-8 | 0-3 |     |      |     |

### Groupe D
| Rang | Équipe                 | Pts | J | G | N | P | Bp | Bc | Diff |  | Résultats (▼ dom., ► ext.) |      |     |     |     |     |
| ---- | ---------------------- | --- | - | - | - | - | -- | -- | ---- |  | -------------------------- | ---- | --- | --- | --- | --- |
| 1    | Panama                 | 12  | 4 | 4 | 0 | 0 | 19 | 1  | +18  |  | Panama                     |      | 3-0 | 1-0 |     |     |
| 2    | République dominicaine | 7   | 4 | 2 | 1 | 1 | 8  | 4  | +4   |  | République dominicaine     |      |     | 1-1 | 1-0 |     |
| 3    | Barbade                | 5   | 4 | 1 | 2 | 1 | 3  | 3  | 0    |  | Barbade                    |      |     |     | 1-1 | 1-0 |
| 4    | Dominique              | 4   | 4 | 1 | 1 | 2 | 5  | 4  | +1   |  | Dominique                  | 1-2  |     |     |     | 3-0 |
| 5    | Anguilla               | 0   | 4 | 0 | 0 | 4 | 0  | 23 | -23  |  | Anguilla                   | 0-13 | 0-6 |     |     |     |

### Groupe E
| Rang | Équipe                  | Pts     | J       | G       | N       | P       | Bp      | Bc      | Diff    |  | Résultats (▼ dom., ► ext.) |      |     |     |     |
| ---- | ----------------------- | ------- | ------- | ------- | ------- | ------- | ------- | ------- | ------- |  | -------------------------- | ---- | --- | --- | --- |
| 1    | Haïti                   | 9       | 3       | 3       | 0       | 0       | 13      | 0       | +13     |  | Haïti                      |      | 1-0 | 2-0 |     |
| 2    | Nicaragua               | 6       | 3       | 2       | 0       | 1       | 10      | 1       | +9      |  | Nicaragua                  |      |     | 3-0 |     |
| 3    | Belize                  | 3       | 3       | 1       | 0       | 2       | 5       | 5       | 0       |  | Belize                     |      |     |     | 5-0 |
| 4    | Îles Turques-et-Caïques | 0       | 3       | 0       | 0       | 3       | 0       | 22      | -22     |  | Îles Turques-et-Caïques    | 0-10 | 0-7 |     |     |
| 0    | Sainte-Lucie            | Forfait | Forfait | Forfait | Forfait | Forfait | Forfait | Forfait | Forfait |  |                            |      |     |     |     |

### Groupe F
| Rang | Équipe                     | Pts | J | G | N | P | Bp | Bc | Diff |  | Résultats (▼ dom., ► ext.) |     |     |     |     |     |
| ---- | -------------------------- | --- | - | - | - | - | -- | -- | ---- |  | -------------------------- | --- | --- | --- | --- | --- |
| 1    | Saint-Christophe-et-Niévès | 9   | 4 | 3 | 0 | 1 | 8  | 2  | +6   |  | Saint-Christophe-et-Niévès |     |     | 1-0 | 3-0 |     |
| 2    | Trinité-et-Tobago          | 8   | 4 | 2 | 2 | 0 | 6  | 1  | +5   |  | Trinité-et-Tobago          | 2-0 |     |     | 3-0 |     |
| 3    | Porto Rico                 | 7   | 4 | 2 | 1 | 1 | 10 | 2  | +8   |  | Porto Rico                 |     | 1-1 |     |     | 7-0 |
| 4    | Guyana                     | 3   | 4 | 1 | 0 | 3 | 4  | 8  | -4   |  | Guyana                     |     |     | 0-2 |     | 4-0 |
| 5    | Bahamas                    | 1   | 4 | 0 | 1 | 3 | 0  | 15 | -15  |  | Bahamas                    | 0-4 | 0-0 |     |     |     |

## Deuxième tour
Les rencontres du second tour se déroulent les 12 et 15 juin 2021. Les trois équipes victorieuses de leur confrontation sont qualifiées pour le tour final.
| Équipe                     | Aller | Total | Retour | Équipe   |
| -------------------------- | ----- | ----- | ------ | -------- |
| Haïti                      | 0 - 1 | 0 - 4 | 0 - 3  | Canada   |
| Panama                     | 2 - 1 | 2 - 1 | 0 - 0  | Curaçao  |
| Saint-Christophe-et-Niévès | 0 - 4 | 0 - 6 | 0 - 2  | Salvador |

## Tour final
Les rencontres du groupe du tour final se déroulent du 2 septembre 2021 au 30 mars 2022. Les trois premiers sont qualifiés directement pour la Coupe du monde 2022 alors que le 4e est qualifié pour le barrage intercontinental.
| Rang | Équipe     | Pts | J  | G | N | P  | Bp | Bc | Diff |  | Résultats (▼ dom., ► ext.) |     |     |     |     |     |     |     |     |
| ---- | ---------- | --- | -- | - | - | -- | -- | -- | ---- |  | -------------------------- | --- | --- | --- | --- | --- | --- | --- | --- |
| 1    | Canada     | 28  | 14 | 8 | 4 | 2  | 23 | 7  | +16  |  | Canada                     |     | 2-1 | 2-0 | 1-0 | 4-1 | 4-0 | 3-0 | 1-1 |
| 2    | Mexique    | 28  | 14 | 8 | 4 | 2  | 17 | 8  | +9   |  | Mexique                    | 1-1 |     | 0-0 | 0-0 | 1-0 | 2-1 | 2-0 | 3-0 |
| 3    | États-Unis | 25  | 14 | 7 | 4 | 3  | 21 | 10 | +11  |  | États-Unis                 | 1-1 | 2-0 |     | 2-1 | 5-1 | 2-0 | 1-0 | 3-0 |
| 4    | Costa Rica | 25  | 14 | 7 | 4 | 3  | 13 | 8  | +5   |  | Costa Rica                 | 1-0 | 0-1 | 2-0 |     | 1-0 | 1-1 | 2-1 | 2-1 |
| 5    | Panama     | 21  | 14 | 6 | 3 | 5  | 17 | 19 | -2   |  | Panama                     | 1-0 | 1-1 | 1-0 | 0-0 |     | 3-2 | 2-1 | 1-1 |
| 6    | Jamaïque   | 11  | 14 | 2 | 5 | 7  | 12 | 22 | -10  |  | Jamaïque                   | 0-0 | 1-2 | 1-1 | 0-1 | 0-3 |     | 1-1 | 2-1 |
| 7    | Salvador   | 10  | 14 | 2 | 4 | 8  | 8  | 18 | -10  |  | Salvador                   | 0-2 | 0-2 | 0-0 | 1-2 | 1-0 | 1-1 |     | 0-0 |
| 8    | Honduras   | 4   | 14 | 0 | 4 | 10 | 7  | 26 | -19  |  | Honduras                   | 0-2 | 0-1 | 1-4 | 0-0 | 2-3 | 0-2 | 0-2 |     |

## Barrage intercontinental
Le quatrième du tour final affronte en barrage intercontinental une équipe de la confédération d'Océanie sur un match unique à Doha le 14 juin 2022 afin d'obtenir la dernière place en phase finale de la Coupe du monde.
| Équipe 1   | Résultat | Équipe 2         |
| ---------- | -------- | ---------------- |
| Costa Rica | 1-0      | Nouvelle-Zélande |